# ميماس
مايمس (بالإنجليزية: Mimas)‏ هو أحد أقمار زحل، اكتشف في سنة 1789 من قبل العالم ويليام هيرشل وقد سمي بمايماس ابن غايا تبعا للأسطورة اليونانية ويعرف أيضا بزحل 1
يعد القمر العشرين من حيث الكبر في المجموعة الشمسية، كما يعد اصغر جسم فلكي أصبح كرويا نتيجة جاذبيته الخاصة

## الاكتشاف
تم اكتشافه من قبل العالم الفلكي وليام هيرشل في 17 ايلول 1789. وقد سجل اكتشافه على النحو التالي : «ظهر نور عظيم حلال تلسكوبي ذو الاربعين قدم والذي كان مفيدا في 17 ايلول من سنه 1789.لقد لاحظت القمر السابع عند أقصى التمدد الغربي».
و قد سمي بميماس بناء على اقتراح جون ابن ويليان هيرشل في سنة 1847 وهو اسم مشتق من الميثولوجيا الإغريقية

## الصفات الفيزيائية

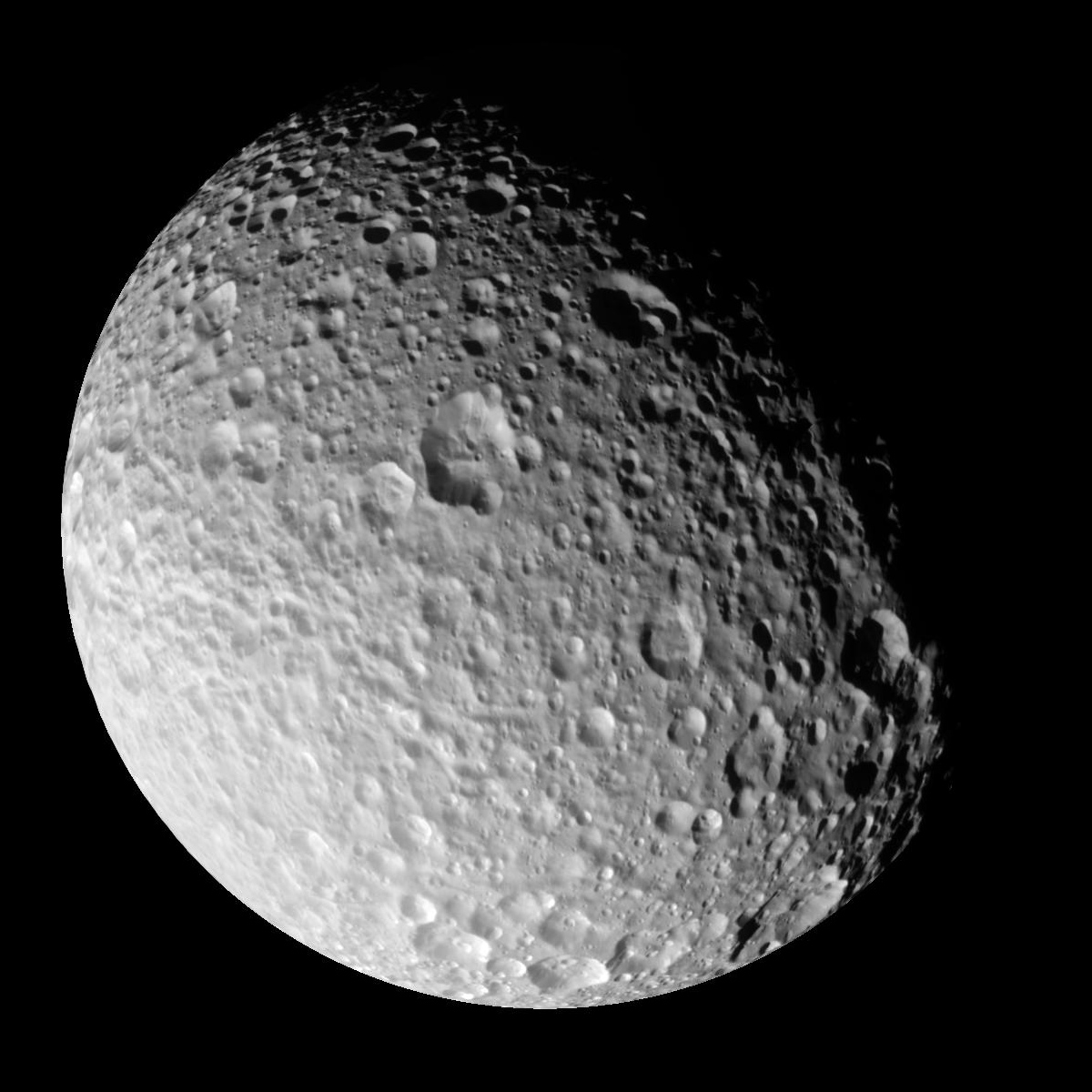
صورة ملتقطة عن طريق كاسيني تظهر جزء أكبر من جزءه الغربي.كما تظهر حفر بعمق 6 كم وأخاديد بعمق 1 كم.

تعتبر كثافة ميماس قليلة نسبيا (1.15 g/cm3) مما يدل على أن سطحه مكون في معظمه من جليد الماء مع كمية قليلة فقط من الصخور
نتيجة قوى التجاذب المؤثرة على هذا القمر فإن شكله ليس كرويا مئة بالمئة، بحيث يزيد محوره الطويل عن الصغير بنسبه 10%. وقد اظهرت الصور الملتقطة بواسطة كاسيني أن شكله بيضوي تقريبا.
إن أكثر ما يميز ميماس هو وجود أثر لحفرة هائلة تدعى هيرشل. يبلغ عرضها حوالي 130 كم وقطرها نقريبا يساوي ثلث قطر ميماس ويبلغ عمقها تقريبا 5 كم وفي بعض الأماكن تصل إلى 10 كم وفي المركز يوجد ارتفاع بحدود 6 كم. ولو تخيلنا وجود مثل هذا الحفرة على سطح الأرض بشكل متناسب مع مقاييس الأرض لكان قطرها مساويا ل 400 كم. إن التصادم الذي أدى إلى حدوث هذه الحفرة يجب أن تكون قريبة من تحطم ميماس. وتوجد على الجانب المقابل آثار للتكسرات الناتجة عن الموجة الصدمية لاصطدام النيزك مع ميماس.
كما يحوي السطح على العديد من الحفر الأخرى لكن لا يوجد مثيل لحفرة هيرشل في أي مكان.
فمعظم الحفر المغطية سطح مميماس هي حفر كبيرة، بحيث أقطار غالبية هذه الحفر أكبر من 40 كم. إلا أن الحفر المتواجدة في القطب الجنوبي أصغر حيث أقطارها لا تزيد عن 20 كم. وهذا يفرض حدوث شيء ما في هذه المنطقة يزيل الحفر الكبيرة، أو شيء ما يمنع تصادم اللأجسام الكبيرة في هذه المنطقة.

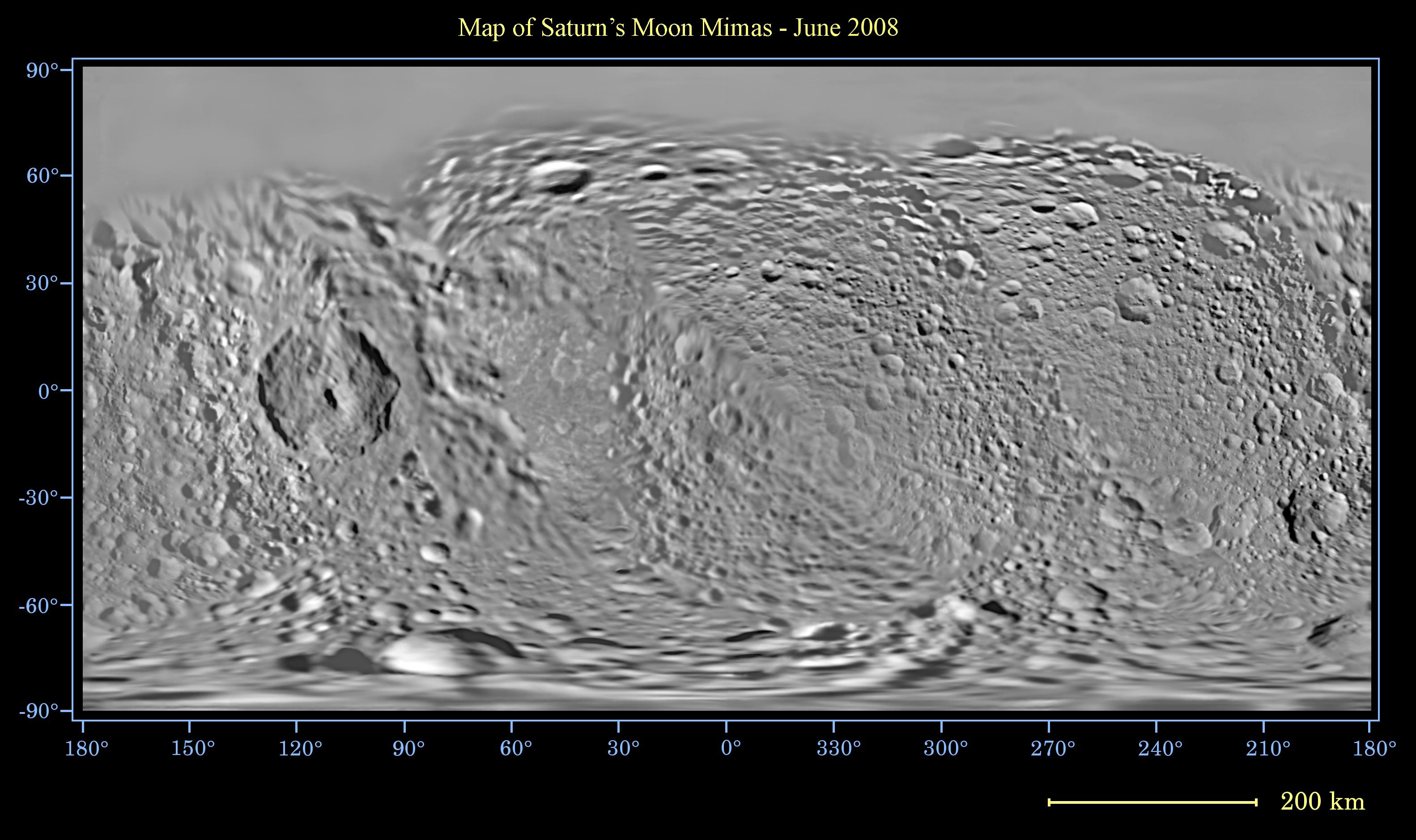
خريطة ميماس

## العلاقة مع حلقات زحل
يعد ميماس المسؤول عن إزالة المواد من حاجز كاسيني وهي الفجوة بين أكبر حلقتين لزحل وهما حلقة زحل ا وحلقة زحل ب. فنسبة الرنين المداري للجزيئات في الحافة الداخلية لحاجز كاسيني مع ميماس هي 2:1 مما يؤدي إلى أن مدار هذه الجزيئات ضعف مدار ميماس. وتكون عملية سحب المواد من قبل ميماس عملية متكررة ودائما في نفس الاتجاه اتجاه الفضاء الخارجي وتجبرهم على اتخاذ مدار جديد خارج الفجوة.

## الرحلات الاستكشافية
صور مايماس عدة مرات بواسطة المسبار كاسيني-هويجنز. وأكثر اقتراب للقمر حدث في 13 شباط 2010 عندما اقترب كاسيني منه مسافة 9500 كم

## صور

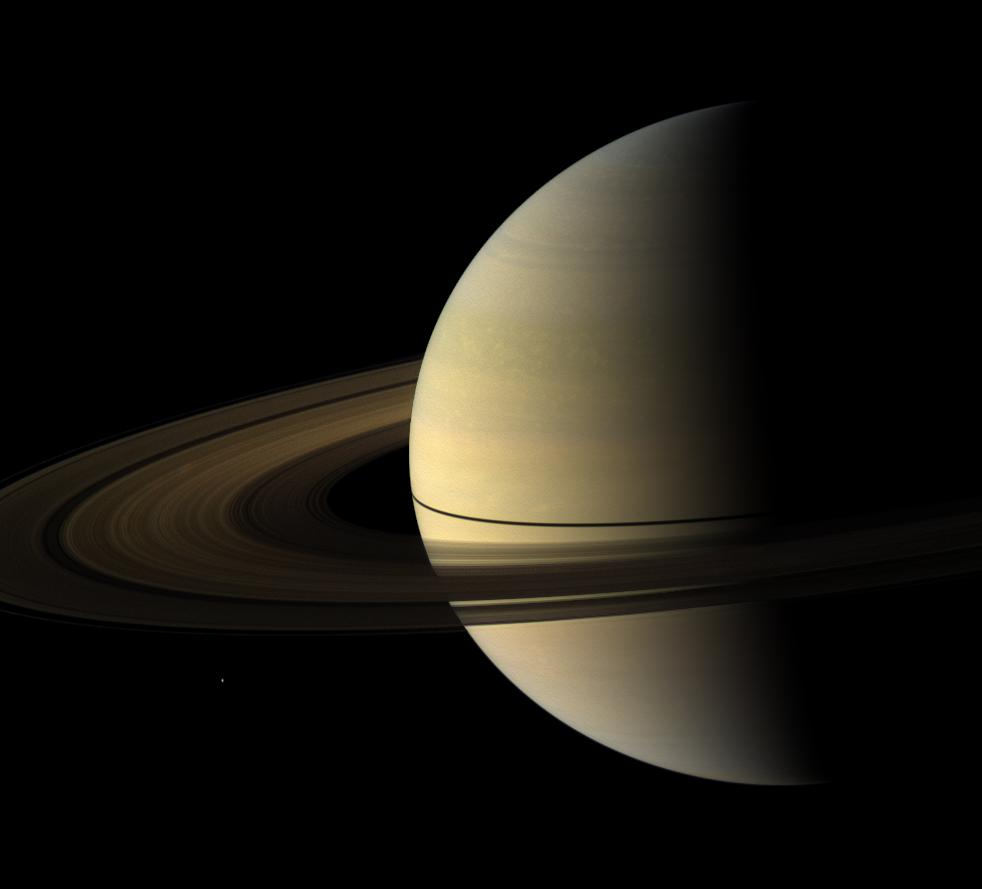
مايمس هو تلك النقطة البيضاء الصغيرة في أسفل اليسار (اضغط على الصورة لتكبيرها)
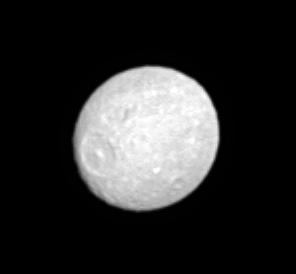
صورة للقمر مايمس التقطتها مركبة كاسيني، ويظهر شكله بيضويا بوضوح.